# أليسا فيوليت
أليسا فيوليت (بالإنجليزية: Alissa Violet)‏ هي ممثلة أمريكية، ولدت في 12 يونيو 1996.

## وصلات خارجية
- أليسا فيوليت على موقع IMDb (الإنجليزية)
- أليسا فيوليت على موقع قاعدة بيانات الفيلم (الإنجليزية)